# Parastenocaris bulbiseta
Parastenocaris bulbiseta is een eenoogkreeftjessoort uit de familie van de Parastenocarididae. De wetenschappelijke naam van de soort is voor het eerst geldig gepubliceerd in 2002 door Apostolov.